# Westmuur

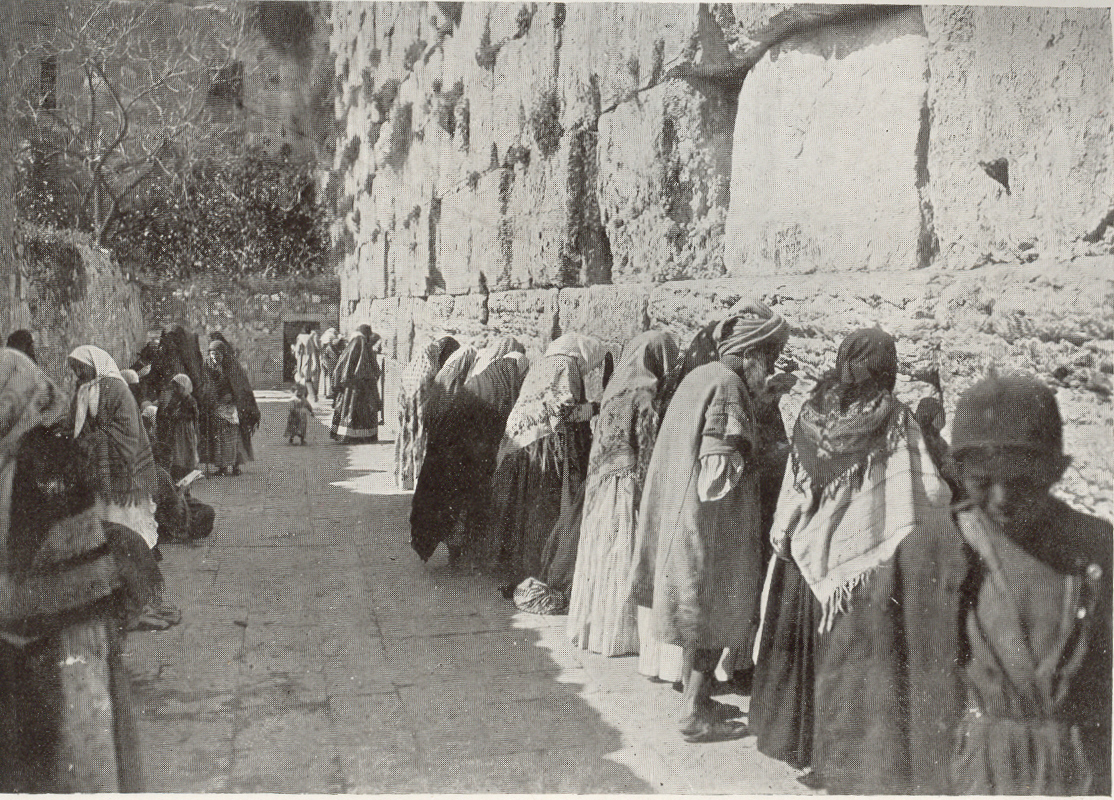
Westmuur 1910

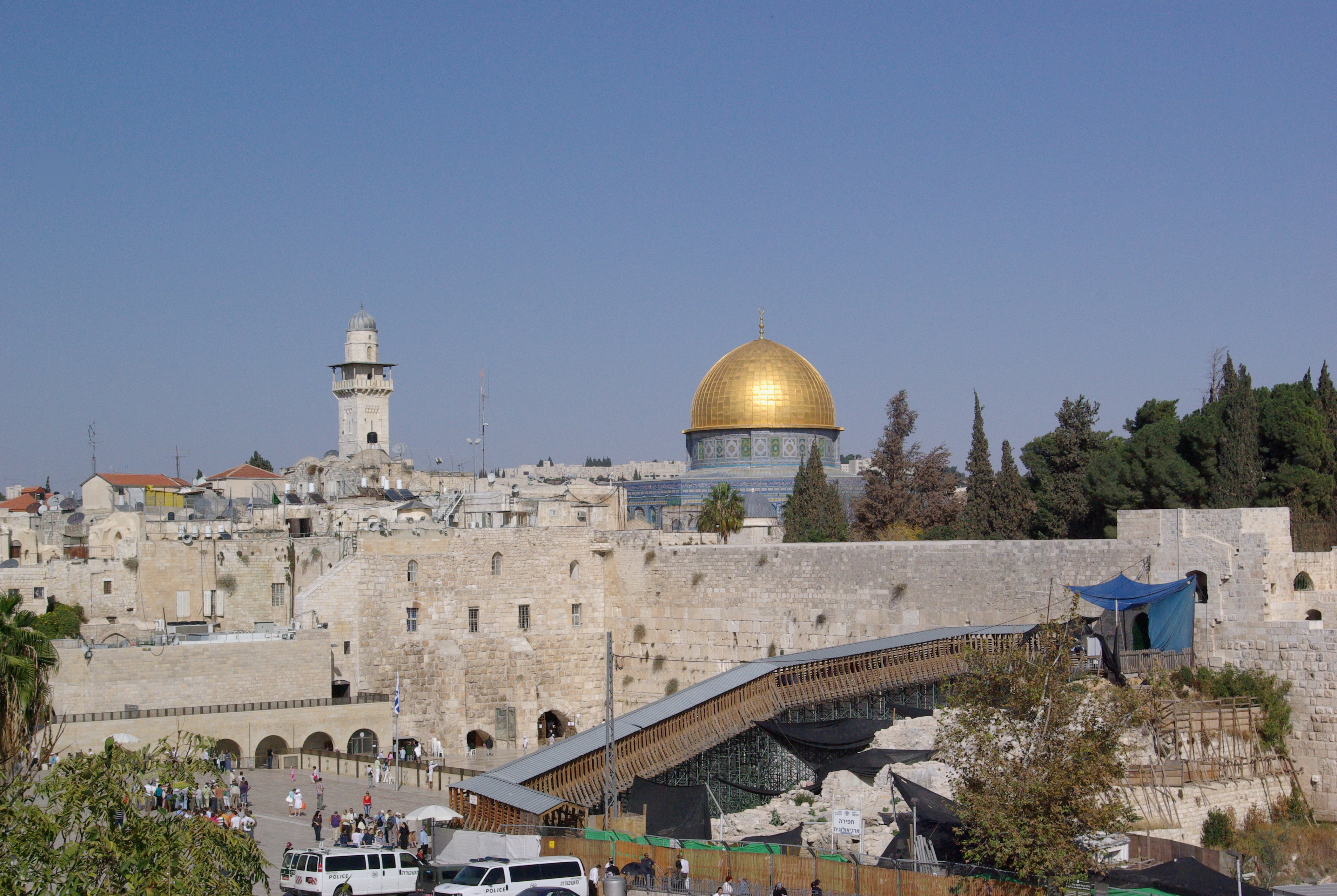
Uitzicht op zowel de westmuur (de beschaduwde muur vanaf het centrum van de foto naar rechts) als de rotskoepel op de Tempelberg erboven, 2008

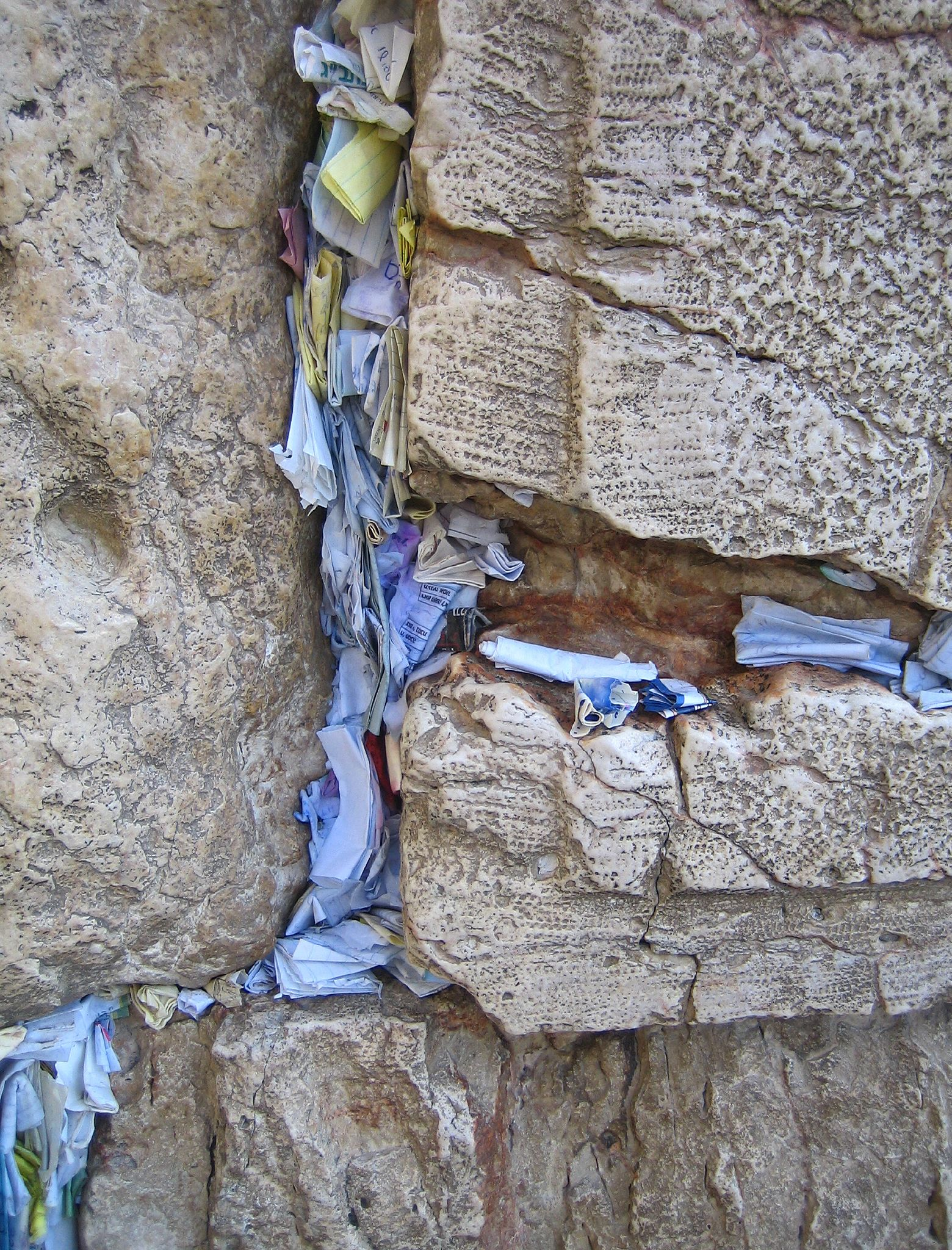
Briefjes met gebeden zijn tussen de stenen gepropt

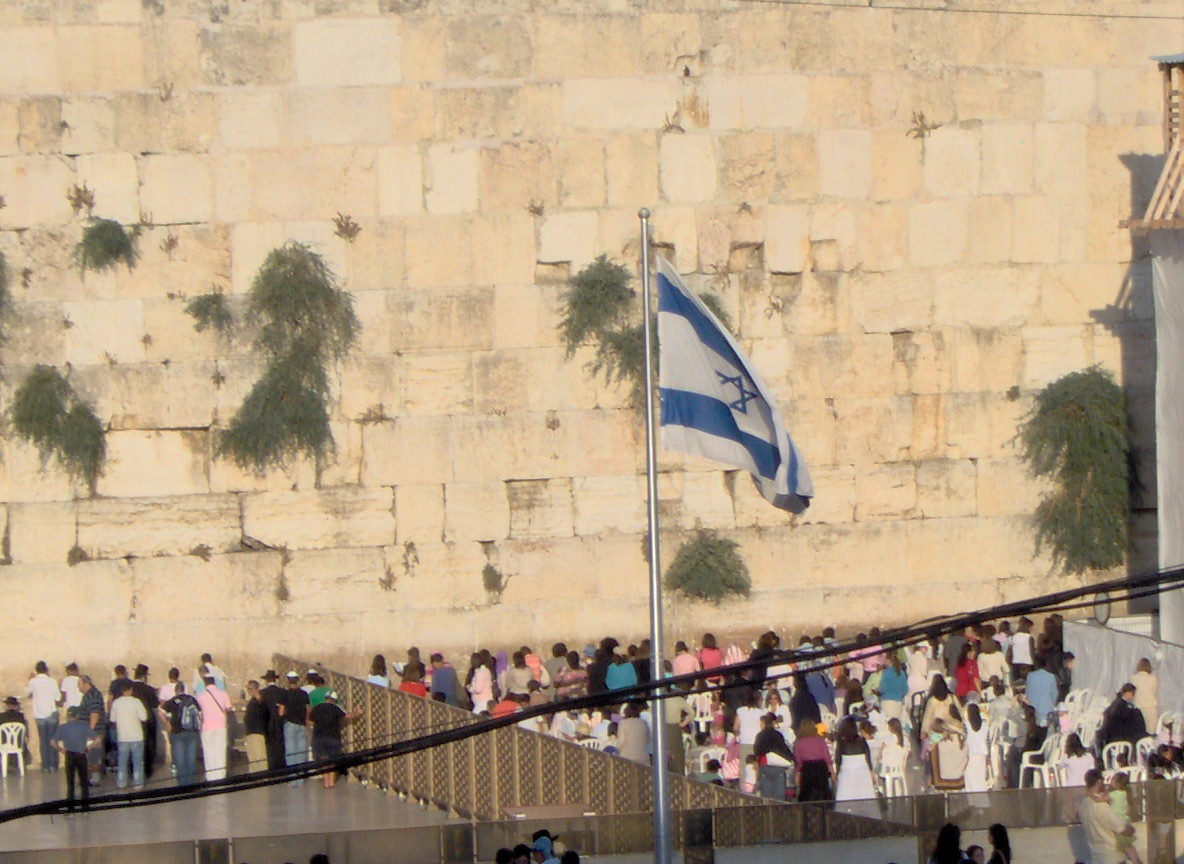
Zicht op de muur met de scheiding tussen mannen (links) en vrouwen (rechts)

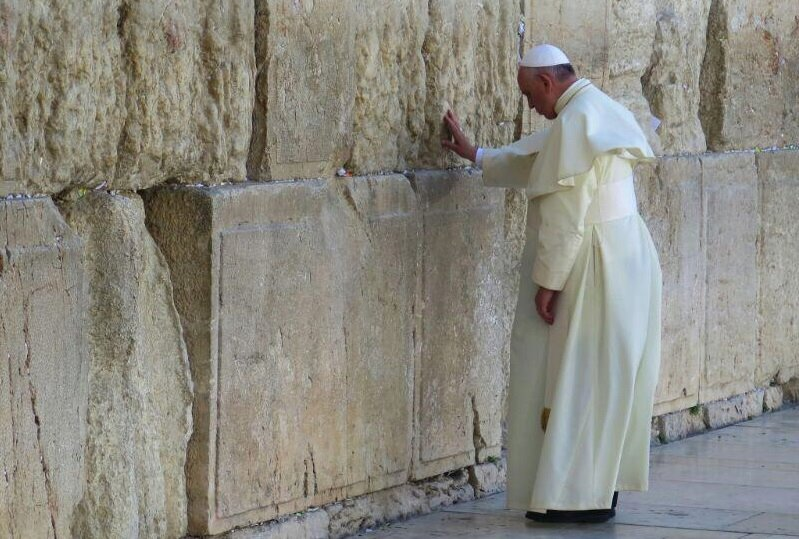
Paus Franciscus bij de Westmuur in 2014

De westmuur, klaagmuur of westelijke muur (Hebreeuws: Hakotel hama'aravi of kortweg Kotel) in Jeruzalem is een gedeelte van de muur in de Oude Stad die het plateau omringt en ondersteunt waarop de Rotskoepel en de Al-Aqsamoskee staan. Deze muur is de westelijke muur van de tweede Joodse tempel die op de Tempelberg heeft gestaan. Na de vernietiging van deze tempel door de Romeinse bezetters in het jaar 70 is alleen deze muur nog zichtbaar overgebleven.
Doordat vele joden aan de muur klaagden vanwege de verwoesting van de tempel en de diaspora, vooral tijdens de rouw- en vastendag Tisja Beav, wordt de muur door niet-joden ook wel Klaagmuur genoemd.

## Religieuze aspecten
Binnen het jodendom is de Tempelberg de heiligste plaats, omdat de tempel vroeger het centrum was van de eredienst, en God aanwezig zou zijn geweest in het allerheiligste deel hiervan, dat met een Hebreeuwse genitief het Heilige der Heiligen wordt genoemd. De westelijke muur is de plaats waar men het dichtst bij de Tempelberg kan komen; daarnaast geldt er in het jodendom een religieus verbod op het betreden van de Tempelberg in verband met een rituele onreinheid die alle joden dragen en die enkel met de as van een rode koe kan worden opgeheven. Deze rode koe, die in de bijbel hiervoor genoemd wordt, bestaat nu niet meer. Daarom is het tot Moshiach (de Messias) komt voor joden op religieuze grond verboden de Tempelberg te betreden, en is de Westelijke Muur het dichtst bij dat men kan geraken. De sjechina, de aanwezigheid van God, zou ook na de verwoesting van de tempel nog bij de muur zijn gebleven. Volgens sommigen echter zou deze sjechina met de joden in de wereld als het ware mee in ballingschap zijn gegaan. Anderen zeggen dat de sjechina, die tussen de cherubs op de Ark van het Verbond aanwezig was, al bij de verwoesting van de tempel van Salomo in het jaar 586 voor Christus is vertrokken en sindsdien niet meer terug is geweest.
Voor moslims is de muur belangrijk, omdat Mohammeds Buraq, het hemelse dier waarmee hij naar de hemel zou zijn gevlogen, aan een ring bij deze muur zou hebben vastgemaakt. Moslims noemen deze muur dan ook wel de Al-Buraqmuur. De muur, die volgens de overleveringen rond een zwevende steen werd gebouwd, wordt beschouwd als een poort tot de hemel.
Lange tijd, sinds de zestiende eeuw, stonden de Ottomanen het de joden toe, de westmuur te bezoeken.
Tijdens het Britse mandaat in Palestina had de joodse gemeenschap vlak voor Jom Kipoer 1928 bij deze muur een soort scherm neergezet om een plek af te zonderen voor vrouwen die hier wilden bidden. Om de Palestijnen te ontzien liet de Britse politiecommandant van Jeruzalem dit scherm op Jom Kipoer weghalen, tot grote woede van de joden, die protesteerden dat dit tegen de godsdienstvrijheid was. Ook de moslims, de moefti en de waqf waren nu gealarmeerd. Deze voelden zich al langer bedreigd door de steeds talrijker joodse aanwezigheid in het land, in de stad en bij de Westmuur/Al-Buraqmuur. Dit werd zeker niet minder nadat een grote zionistische demonstratie zingend en met eigen vlag (later de vlag van de staat Israël) naar de muur (het grote plein was er toen nog niet) was getrokken. Dit wekte de woede op van de Palestijnse autoriteiten van de stad, die aan de Britse autoriteiten kenbaar maakten dat zij alles bij het oude wilden laten: geen bankjes, geen schermen, niets dat rechten gaf op iets permanents. Nu begon een tijd van protesten over en weer. In augustus 1929 ging het fout en ontstonden gewelddadige rellen, confrontatie tussen joodse zionisten en Palestijnse inwoners over Jeruzalem. De uitbarstingen van volkswoede sloegen over naar de rest van het land, onder meer naar Safed en naar Hebron, waar het, net als in eerstgenoemde plaats, tot een bloedbad kwam.
Tussen 1947 en 1967 was het voor joden niet mogelijk de westmuur te bezoeken, maar sinds de verovering van de Oude Stad door Israël tijdens de Zesdaagse Oorlog kunnen zowel joden als moslims hun heilige plaatsen weer bezoeken.
Door een uitspraak van het Israëlisch Hooggerechtshof in mei 2013 zou de muur ook toegankelijk worden voor vrouwen die er hardop willen bidden volgens de rite en lezen uit de Thora, met gebedssjaal (talliet) en keppel. De actiegroep Women of the Wall had de zaak aangespannen omdat ze bij hun maandelijkse gebedsdemonstraties bij de muur stelselmatig door de politie werden verwijderd. Ook na de uitspraak van mei 2013 bleven ze echter doelwit van charedische joden, die elke modernisering van de religieuze gebruiken verwerpen. In januari 2016 besloot de Israëlische regering dat er een aparte plek komt waar mannen en vrouwen samen mogen bidden.

## Algemeen
Op de westmuur staat constant een webcam gericht. Mensen schrijven verzoeken en gebeden op een briefje en stoppen dit in de voegen van de muren. Veel mensen zullen hun rug niet keren naar de muur en als ze vertrekken lopen ze achteruit van de muur af. Wie de westmuur bezoekt gaat door poortjes waar gecontroleerd wordt dat er geen wapens en dergelijke meegedragen worden.
Onder de muur en de eigenlijke tempelberg zelf bevinden zich diverse tunnels die archeologen nader willen onderzoeken om de geschiedenis van de tempelberg beter te begrijpen, maar dat is door de politiek en religieus gespannen situatie voorlopig niet mogelijk.

## Tunnel

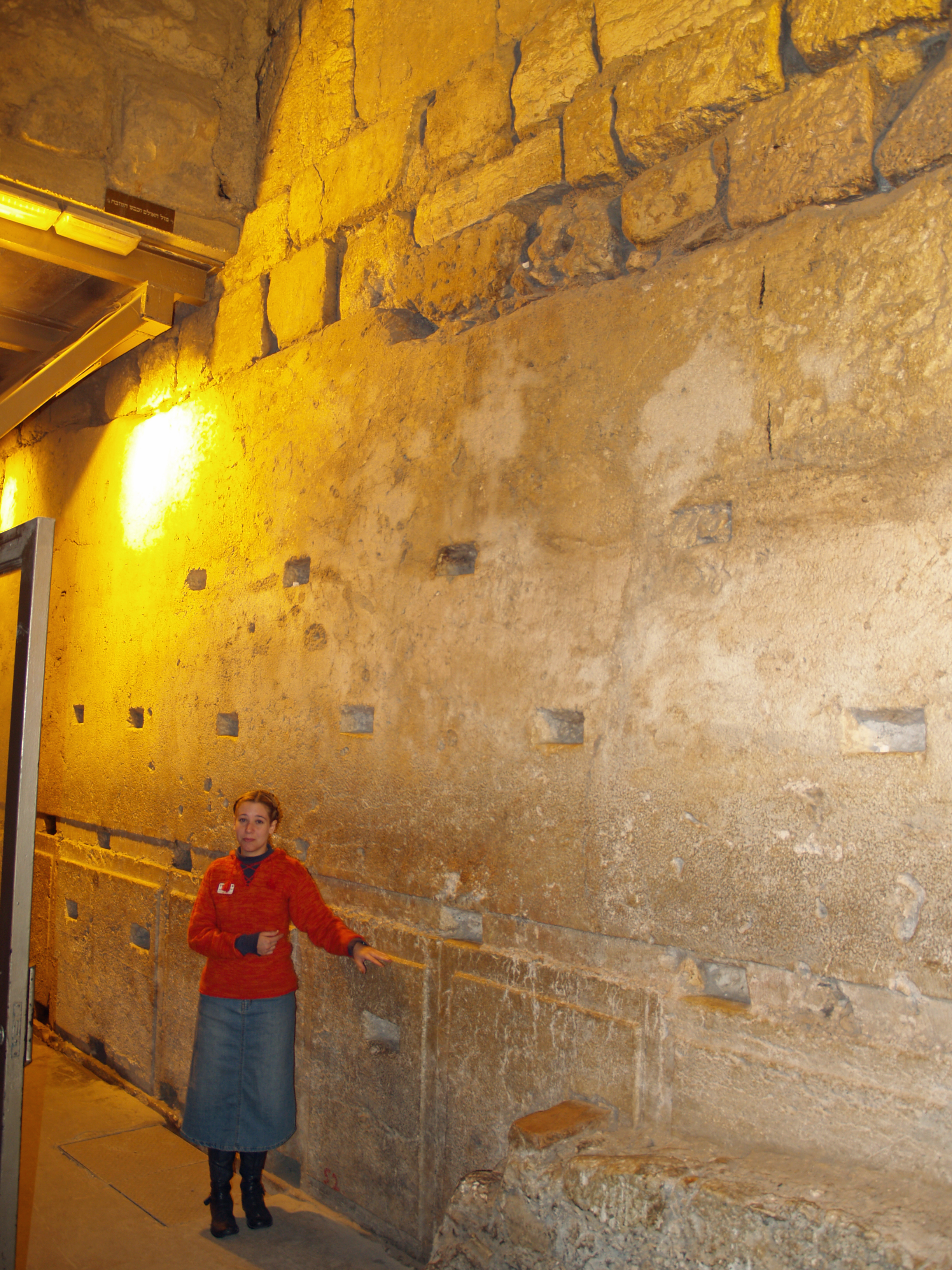
De Westelijke Steen in de tunnel van de Westmuur

In de Westmuurtunnel bevindt zich de Westelijke Steen, 13,55 m lang, 3,3 m hoog en de breedte, verborgen door de muur, wordt op 1,8 tot 4,5 m geschat. De steen zou 250 tot 570 ton wegen en is een van de grootste bouwstenen ter wereld.